# Mustang
För andra betydelser, se Mustang (olika betydelser).
Mustang är en hästras som utvecklats naturligt i det vilda i USA. Mustanger är förvildade hästar, i den meningen att de har tillkommit från tama hästar, men sedan förvildats. Mustangerna är ättlingar till de hästar som européerna förde in i landet, främst från Spanien, i slutet av 1400-talet. Ordet mustang kommer från spanskans mesteño (i Mexiko säger man dock mestengo) som betyder vild eller bortsprungen, vilsen. Ordet mesteño  härstammar även med största sannolikhet från ett latinskt ord mixtus med betydelsen att blanda, då vilda häststammar oftast tillkom genom blandningar av olika hästar som sprungit bort eller släppts ut i det fria. Bilmodellen Ford Mustang har lånat sitt namn från denna häst.

## Historia
Efter att Christofer Columbus kom till Amerika under slutet av 1400-talet reste många européer till den Nya världen som det kom att kallas. Främst var det spanska conquistadorer som reste till Amerika och med sig på skeppen hade de sina egna hästar bland annat jennethästar och spanska hästar, men även araber  och berberhästar som fanns kvar i Spanien sedan morernas invasion under 700-talet e.Kr. Den spanska hästen och jenneten hade troligtvis även de utvecklats ur morernas hästar då de korsades med lokala stammar av bergshästar, som till exempel asturconponnyerna. Under tiden som koloniseringarna fortsatte i Amerika släpptes många hästar lösa eller rymde och bildade nya stammar med förvildade hästar på stäpperna. 
Under tiden som de levde vilt så bildades stammar som hade en otrolig renrashet och trots att det kunde finnas två olika stammar i samma område så blandades dessa hjordar väldigt sällan. Hästarna i stammarna anpassade sig bland annat till sin miljö och ändrade utseende och karaktär, bland annat blev de något mindre. Men ofta behöll de lite av den spanska karaktären, bland annat skäckfärgen och den prickiga tigrerade hästen var ett arv från de spanska hästarna. Hästarna blev även sunda och näst intill immun mot sjukdomar, samt skadade sig väldigt sällan då uppväxten i tufft klimat härdade dem. 
Under de första hundra åren var de amerikanska urinvånarna, indianerna rädda för hästarna, då hästar inte hade existerat i Amerika på över 8000 år när de förhistoriska hästarna dog ut på den amerikanska kontinenten. Indianerna började istället jaga de vilda hästarna för köttets och hudens skull. Indianstammarna lärde sig inte tämja och rida hästar förrän de kom i kontakt med nybyggare från Mexiko som hade lärt sig konsten av de invaderande spanska conquistadorerna. När fler europeiska nybyggare flyttade till Amerika utökades även flockar av vilda hästar med vagnshästar som rymde eller släpptes lösa och stammarnas utseende ändrades lite mer. 
I början av 1900-talet fanns det omkring 2 miljoner vilda mustanger i USA, i dag är de cirka 10 000 bland annat då hästarna jagades i organiserade jakter i syfte att förse både människor och köttätande husdjur som hundar eller katter med kött. För att undvika att mustangerna skulle dö ut bildades flera föreningar och sammanslutningar som även arbetade aktivt för att få upp intresset för mustangen som tam häst. Den första föreningen för mustangen, "Spanish Mustang Registry", startades 1957 av en uppfödare av tama mustanger vid namn Robert Brislawn. Registret var bland annat till för att bevara renheten hos mustangerna och bevara det spanska arvet. Robert Brislawn arbetade även aktivt för att behålla spansk karaktär på sina hästar och studerade bland annat hundra år gamla skelett för att jämföra med dagens hästar. Brislawn menade att mustangen var en primitiv häst, med släktskap i nedstegande led till Berberhästen, och som fått minimalt med inflytande från andra raser och skulle precis som de orientaliska berberhästarna och arabiska fullbloden enbart ha 17 revben och 5 ländkotor i jämförelse med de 18 revben och 6 ländkotor som andra hästar har. 

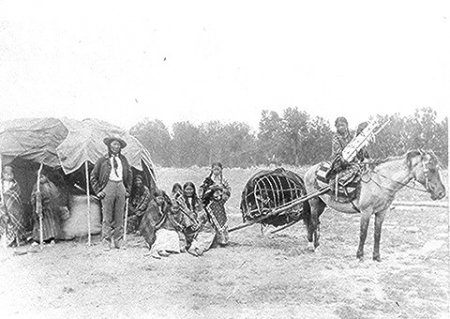
När indianerna lärde sig hästhållning av mexikanska nybyggare använde de mustanger som riddjur och till transport.

Under 1960-talet startades även "American Mustang Association" som uppmuntrade uppfödare och ägare av tama mustanger att registrera sina hästar och de utvecklade även ett väl uttänkt avelssystem för hästarna för att öka kvalitén. Snart kom de två föreningarna att bli förespråkare för två olika sorters mustanger. Den vanliga amerikanska samt en annan sorts mustang som räknades som egen ras, den spanska mustangen, som härstammade från Robert Brislawns stammar av riktigt spanskinfluerade mustanger. Även en tredje förening startades 1972, Spanish Barb Breeders Society, som avlade ut de mustanger som hade mest anlag från de gamla berberhästarna i hopp om att avla tillbaka de spanskfödda Berberhästarna, baserade på gamla rasbeskrivningar från Spanien. 
Mustangen är sedan 1971 skyddade i lag och lever fortfarande vilt i reservat, främst i västra USA. Ett flertal djurskyddsföreningar har även startats för att rädda inte bara mustangen utan även andra vilda hästar i USA. Det finns även tama mustanger som har fångats in på grund av skador, eller som är uppfödda i fångenskap av uppfödare. Dock är mustangerna kända för att vara svåra att tämja och rida in på grund av sina otroliga vilda instinkter och har därför inte slagit igenom som ridhäst. Även i Kanada och Mexiko finns det vilda mustanger, men dessa är inte skyddade av någon lag, utan räknas som herrelösa djur.

## Egenskaper

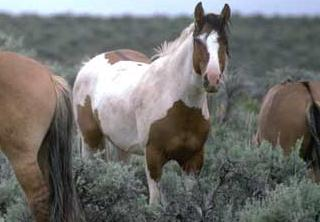
Det spanska inflytandet har gjort att en del hästar kan födas som skäckar

Mustangen kommer i flera olika varianter och har ett ganska varierat utseende från häst till häst och någon uttalad rasstandard finns inte. Enbart uppfödaren Robert Brislawn hade hårda regler som han följde med sin uppfödning och menade att den spanska mustangen skulle vara liten, med kort rygg, låg manke och ett lågt, sluttande kors. Mustangen har relativt stort huvud, kraftig man, starka ben och är hård och uthållig. Mankhöjden ligger på cirka 150 centimeter. Oftast är hästarna bruna, bork eller stickelhåriga fuxar, med svarta ben och svarta kanter på öronen. En av de mest eftersökta färgerna kallas "grulla" och är då en gråaktig borkfärg med svart man och svans. Men då mustangerna är förvildade hästar kan de komma i alla slags färger och ibland förekommer tigrerade eller skäckfärgade hästar som är ett arv från de spanska hästarna. 
Mustangen har utvecklat ett kraftigt immunförsvar och är nästan immun mot vanliga hästsjukdomar och skadar sig väldigt sällan. Den har en obändig vilja och en stark instinkt som gör att mustangerna är väldigt svåra att tämja och rida in, men trots detta kan man hitta mustanger som fungerar som ridhästar, men dessa är för det mesta uppfödda i fångenskap. De vilda mustangerna är oberoende av människor förutom då de är skadade.

## Se även

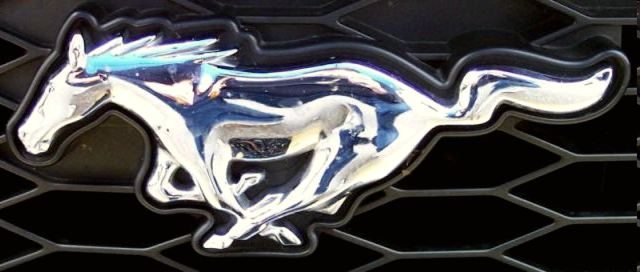
Logotyp på Ford Mustang